# Gianfranco Cimmino
Gianfranco Cimmino (12 de março de 1908 – 30 de maio de 1989) foi um matemático italianbo, que trabalhou com análise matemática, análise numérica e equações diferenciais parciais elípticas. É conhecido por ser o primeiro matemático a generalizar em uma formulação fraca a noção de valor sobre o contorno de um problema de valor sobre o contorno, e por realizar um trabalho  influente em análise numérica.

## Publicações selecionadas

### Obras científicas

#### Artigos
- Cimmino, Gianfranco (1938), «Calcolo approssimato per le soluzioni dei sistemi di equazioni lineari», La ricerca scientifica ed il progresso tecnico nell'economia nazionale, Serie II (em italiano), 1: 326–333, MR 0497758, Zbl 0384.01020.
- Cimmino, Gianfranco (1988), «A conjecture on minimal surfaces», Atti della Accademia Nazionale dei Lincei. Rendiconti. Classe di Scienze Fisiche, Matematiche e Naturali, Serie VIII (em italiano), LXXXII (4): 639–644, MR 1139810, Zbl 0747.53009.
- Cimmino, Gianfranco (1989), «On some identities involving spherical means», Atti della Accademia Nazionale dei Lincei. Rendiconti. Classe di Scienze Fisiche, Matematiche e Naturali, Serie VIII (em italiano), LXXXIII (4): 69–72, MR 1142440, Zbl 0734.15009.

#### Livros
- Cimmino, Gianfranco (2002),  Sbordone, Carlo; Trombetti, Guido, eds., Opere scelte [Selected works], Memorie (em italiano), 10, Napoli: Giannini Editore, pp. XV+670. Gianfranco Cimmino's "Selected works", edited under the auspices of the Accademia Pontaniana and of the Academy of Physical and Mathematical Sciences of the Società Nazionale di Scienze Lettere e Arti in Napoli.